# 価値体系
価値体系（かちたいけい）とは社会学用語の一つ。これは社会においての構成員個人の持つ価値意識の総体が、社会の文化の枠のもとで体系化されているような状態のことを言う。このことから、ここで述べられている社会の構成員ならば、社会においての独特な価値体系の示す規範に従って思考して行動しているということになるわけである。